# Фрейтаг, Густав
Густав Фрейтаг (нем. Gustav Freytag; 13 июля 1816, Кройцбург (ныне Ключборк, Верхняя Силезия) — 30 апреля 1895, Висбаден) — немецкий писатель.

## Жизнь и творчество
Густав Фрейтаг родился в семье врача, позднее избранного бургомистром Кройцбурга. Болел астигматизмом, о чём сам отзывался так: "По-видимому, из-за того, что  мои глаза отличались  от глаз других, я  вынужден  был  использовать  и тренировать свою  фантазию.  Я не  знаю, помогло ли  это  мне стать  большим писателем, но – так или иначе – именно моя близорукость помогла мне  видеть в своем воображении лучше, чем другие в реальности". Учился в гимназии в Ользере (ныне Олесница), затем изучал филологию и историю искусств в университете Бреслау (до 1835 года) и далее — в берлинском университете Фридриха-Вильгельма. Тема его докторской работы была: О началах драматической поэзии у германцев. С 1839 по 1847 гг. Г. Фрейтаг — приват-доцент в университете Бреслау. К этому времени относятся его первые пьесы. Затем он переезжает в Лейпциг, оттуда — в Дрезден. В Лейпциге в 1848 году Фрейтаг, совместно с Юлианом Шмидтом, издаёт журнал Die Grenzboten, ставший влиятельным органом либеральной прессы. С работы в Die Grenzboten Фрейтаг начинает свою карьеру журналиста. В этом журнале он печатает острые социально-политические статьи, в том числе о подавлении Силезского восстания ткачей, вызвавшие в Пруссии постановление об аресте писателя. В связи в этим Г. Фрейтаг обращается к Эрнсту II, герцогу Саксен-Кобург-Гота, с просьбой о предоставлении политического убежища, после чего переезжает в городок Зиблебен возле Готы. В 1854 году герцог Эрнст II, бывший другом писателя, жалует ему титул придворного советника.
С 1867 по 1870 год Г.Фрейтаг был депутатом от Национал-либеральной партии в рейхстаге Северогерманского союза. В 1870 он уходит из политики, так как был несогласен с линией, проводимой О. фон Бисмарком. В 1870—1871 Фрейтаг — военный корреспондент при ставке прусского командования во время Франко-прусской войны. В 1871—1873 он издаёт журнал Im neuen Reich (В новой империи), в котором проводит национал-либеральные идеи о создании союза мелких германских государств под руководством Пруссии. В 1886 Г. Фрейтаг становится тайным советником с титулом «экселленц» (Exzellenz). В том же году он награждается прусским орденом Pour le Mérite.
Первая пьеса была написана Густавом Фрейтагом в 1844 году (Свадебная поездка или Кунц фон дер Розен (Die Brautfahrt oder Kunz von der Rosen) — комедия из жизни императора Максимилиана, получившая приз Берлинского придворного театра. В 1847 появившиеся пьесы Валентина и Граф Вальдемар были не столь удачны. Новый успех пришёл к писателю с вышедшей в 1854 году комедией Журналисты. В 1859—1867 он пишет свой труд на культурно-историческую тематику в 4-х томах Картины из немецкого прошлого (Bilder aus der deutschen Vergangenheit). Эта его работа выдержала множество изданий (лишь к 1909 году их было 32) и относится к наиболее популярным среди читателей изложениям немецкой истории XIX века.
В 1855 году Г. Фрейтаг закончил свой роман Дебет и кредит (Soll und Haben), вызвавший со временем (особенно в послевоенной Германии) резкую критику (в значительной степени несостоятельную) и обвинения писателя в антисемитизме. В 1977 году немецкий режиссёр Райнер Вернер Фасбиндер планировал экранизировать этот роман для телевидения, однако получил отказ, так как редакторы боялись, что фильм мог бы вызвать некоторые антисемитские предубеждения или предрассудки. Теоретическая работа Фрейтага Техника драмы (Technik des Dramas), вышедшая в 1863 году, стала одним из лучших учебников по драматургии своего времени.
В 1872—1880 появляется его цикл романов Предки (Die Ahnen). В 1886 писатель издаёт свои Воспоминания. С 1886 по 1888 год выходит в свет полное собрание сочинений Г. Фрейтага в 22-х томах.
Похоронен писатель в местечке Зиблебен, ныне это часть города Гота.

## Сочинения

### Романы
- Приход и расход (Soll und Haben, 1855)
- Потерянная рукопись (Die verlorene Handschrift, 1864)
- Предки (Die Ahnen, 1872—1880):
  - Том 1: Инго и Играбан (Ingo und Ingraban, 1872)
  - Том 2: Гнездо крапивника (Das Nest der Zaunkönige, 1873)
  - Том 3: Братья из немецкого дома (Die Brüder vom deutschen Hause, 1874)
  - Том 4: Маркус Кёниг (Marcus König, 1876)
  - Том 5: Братья и сёстры (Die Geschwister, 1878)
  - Том 6: Из жизни маленького города (Aus einer kleinen Stadt, 1880)

### Пьесы
- Die Brautfahrt oder Kunz von den Rosen, 1844
- Deutsche Geister, 1845
- Die Valentine, 1847
- Der Gelehrte, 1848 (фрагмент)
- Graf Waldemar, 1850
- Журналисты (Die Journalisten, 1854)
- Die Fabier, 1859

### Издательская деятельность
- Die Grenzboten, 1848—1870
- Otto Ludwig: Gesammelte Werke, 4 тома, 1870

### Прочее
- Ein Haus-A. B. C zum 6. Februar 1861, 1861
- Die Technik des Dramas, 1863 (Digitalisat)
- Die Technik des Dramas, Bearbeitete Neuausgabe, Autorenhaus Verlag, Berlin 2003
- Bilder aus der deutschen Vergangenheit, 4 тома, 1859—1867
  - Band 1: Aus dem Mittelalter
  - Band 2, Abt. 1: Vom Mittelalter zur Neuzeit (1200—1500)
  - Band 2, Abt. 2: Aus dem Jahrhundert der Reformation (1500—1600)
  - Band 3: Aus dem Jahrhundert des großen Krieges (1600—1700)
  - Band 4: Aus neuer Zeit (1700—1848)
- Karl Mathy, 1870
- Die Fahnenweihe in Siebleben. Ein Bild aus der deutschen Gegenwart, 1871
- Vom ersten Reichstage. Brief an die Wähler des Wahlkreises Erfurt-Schleusingen-Ziegenrück, 1871
- Doktor Luther und Viktorius Kuklugov, 1883
- Der Kronprinz und die deutsche Kaiserkrone, 1889
- Gesammelte Werke, 22 Bände, 1886—1888
- Vermischte Aufsätze aus den Jahren 1848 bis 1894, 2 тома, 1901/1903
- Gustav Freytag und Heinrich von Treitschke im Briefwechsel, издпьельство Verlag von Hirzel, Leipzig 1900
- Gustav Freytag und Herzog Ernst von Coburg im Briefwechsel 1853 bis 1893, издание Eduard Tempeltey, S. Hirzel Verlag, S. 212—217, Leipzig, 1904.

## Фильмография
- Дебет и кредит (Soll und Haben; Германия, 1924), режиссёр Карл Вильгельм, актёры: Ганс Браузеветтер, Мади Кристианс, Гуго Дёблин, Ольга Чехова и др.
- Журналисты (Die Journalisten; ТВ-ФРГ, 1961), режиссёр Фриц Умгельтер, актёры: Альфред Шизке и др.